# Place Longueuil
Place Longueuil est un centre commercial canadien situé à Longueuil, au Québec. Il a ouvert en 1966.

## Histoire
Place Longueuil  fut inauguré le 2 novembre 1966 avec plus de 50 magasins comprenant Steinberg et Miracle Mart.
Le centre commercial et ses boutiques furent détruits le 6 octobre 1979 par un incendie qui aurait été initié par un enfant de 9 ans,. Il s'agissait du pire incendie survenu à Longueuil, nécessitant même l'assistance des pompiers de Boucherville, Greenfield Park, Saint-Lambert, Ville Lemoyne, Saint-Hubert et Varennes pour l'éteindre. Contrairement au reste du centre d'achats, Steinberg et Miracle Mart furent épargnés par l'incendie, mais subissent quand même des dégâts reliés à l'eau et la fumée.
Le centre fut reconstruit selon les plans de l'architecte Victor Prus et rouvert le 8 avril 1981,. Il a par la suite été agrandi pour atteindre 150 magasins en septembre 1987,.
Le 3 septembre 1986, Miracle Mart est transformé en magasin M. Les magasins M sont liquidés en 1992. Un magasin Zellers se trouve par la suite dans le centre commercial pendant une vingtaine d'années,. Le 13 novembre 2013, Target Canada ouvre une succursale dans l'ancien magasin Zellers,. À la suite de la fermeture de Target en 2015, Winners/HomeSense reprend la moitié du local pour y inaugurer leur magasin le 31 juillet 2018.
En 1992, Steinberg devient IGA,. Ce dernier s'y trouve toujours.
En février 2011, Place Longueuil, alors géré par la Société de gestion Cogir, passe aux mains du Fonds de placement immobilier Homburg Canada. Aujourd'hui, le centre commercial appartient à Cominar.
À l'automne 2022, une succursale de la chaîne de libraires Renaud-Bray ouvre ses portes dans le centre commercial, ce qui pousse la librairie Alire, succursale indépendante, à se relocaliser. La librairie indépendante opérait dans le centre commercial depuis maintenant 20 ans.